# Moine de Saxe
Le moine de Saxe (Sächsische Mönchtaube) est une race de pigeon domestique originaire de Saxe, en Allemagne. Il est classé dans les pigeons de couleur.

## Histoire
Le moine de Saxe a été sélectionné en Saxe au tournant du XVIIIe siècle et du XIXe siècle.

## Description
Ce pigeon d'ornement, au port peu relevé et à la queue longue, existe en plusieurs coloris : noir, bleu, rouge, jaune, argenté, avec des barres blanches. La tête, le bas du dos, et la queue sont toujours blancs. C'est un descendant de pigeons des champs, ce qui lui donne cet aspect solide. Ses pattes sont fortement emplumées de longues plumes blanches (manchons). Sa tête est longue et arrondie avec un front large. Le cou de couleur semble dessiner un « col roulé » ; il est large à la base et s'amincit vers le haut.

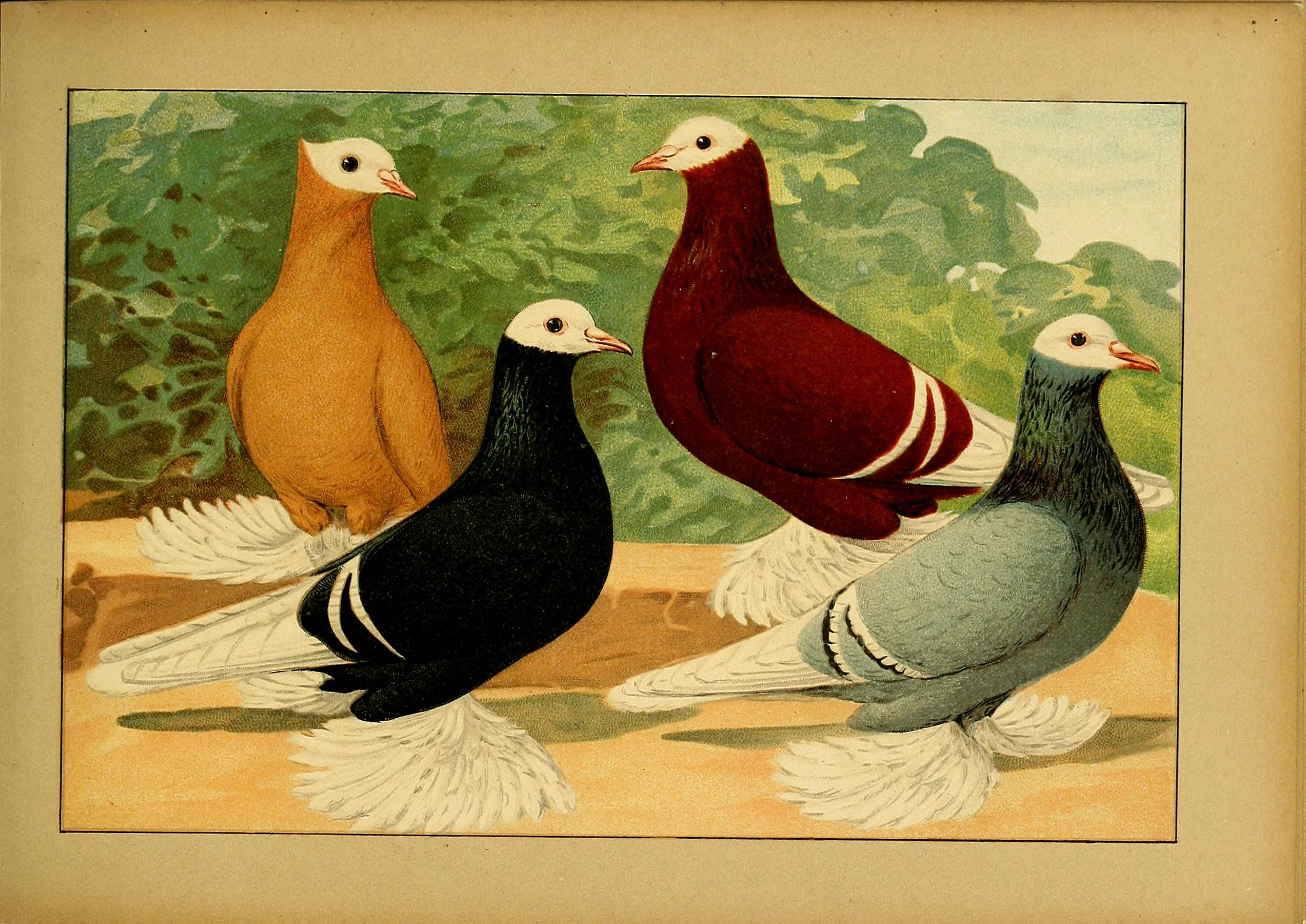
Emil Schachtzabel (1906)